# Сельское поселение Красный Яр
Сельское поселение Красный Яр — муниципальное образование в Красноярском районе Самарской области.
Административный центр — село Красный Яр. Является наибольшим поселением Красярского района

## Административное устройство
В состав сельского поселения Красный Яр входят:
- село Белозерки,
- село Красный Яр,
- село Нижняя Солонцовка,
- село Малая Каменка,
- деревня Верхняя Солонцовка,
- деревня Трухмянка,
- деревня Средняя Солонцовка,
- посёлок Водный,
- посёлок Кириллинский,
- посёлок Кондурчинский,
- посёлок Кочкари,
- посёлок Линевый,
- посёлок Подлесный,
- посёлок Угловой.